# Groß Roge
Groß Roge est une municipalité allemande du land de Mecklembourg-Poméranie-Occidentale et l'arrondissement de Rostock.

## Personnalités liées à la ville
- Paul Pogge (1838-1884), explorateur né à Groß Roge.